# Великі Передримихи
Великі Передримихи (до 1946 року - Передримихи Великі) — село в Україні, у Жовківській міській громаді Львівського району Львівської області. На підвищенні у центрі села стоїть дерев'яна церква св. Архистратига Михайла 1891.

## Історія
Перша згадка про село відноситься до 1386 року.
Великі Передримихи (пол. Przedrzymichy Wielkie) — село, належало до Жовківського повіту, 10,5 км на схід від Жовкви, 9 км на пн. від Куликова. На схід лежать Зіболки і Нагірці, на пд. Могиляни, на пд.-зах. Перемивки і Смереків, на пн.-зах. Блищиводи, на пн. Малі Передримихи. Село лежить в басейні р. Буг, між р. Желдець від сходу і р. Свинею від заходу. Село лежить в горбистій місцевості (висота 294 м). Власність більша належала до Теофілії Ценецької та римо-католицької церкви в Жовкві. 1880 року тут було 75 господарств, 464 жителі в гміні, та 4 господарства, 16 жителів на території двору; 69 римо-католиків, 388 греко-католиків, 22 юдеї; 75 поляків, 378 русинів, 22 німці, 5 іншої народності. В селі Великі Передримихи була церква св. Архангела Михаїла і філіальна школа. За часів Речі Посполитої належали до Мервицької держави в Львівській землі.
1386 році свідчить Андрій, староста руський, що Миколай Сланка продав Бенькові з Жабокруків володіння Зарудці і дворище Передримихи (A. G. Z., t. II, str. 21). 23 серпня 1444 року записує Владислав Варненьчик Янові зі Спрови і брату його Евстахію 100 гривень на селах Артасів і Передримихи (Arch. Metr. Lit., Nr. 155). В люстрації з року 1765 написано: «В цьому селі є спадкові шляхетські частини уроджених Предзимірських, Монастирських і Вольського; частина королівська віддавна до держави Мервицької належить». На місцевих полях, на так званих Загайцях, є кургани, у більшості позаорювані. Тут в пісках знаходили великі черепи, які походили з урн і попільниць, крем'яні і бронзові прикраси. Малий бронзовий наплечник, який був тут знайдений, мав один з місцевої шляхти як родинну реліквію (Шнайдер, Музей Осолінських у Львові).
На 1 січня 1939 року в селі мешкало 590 осіб, з них 570 українців-греко-католиків і 20 українців-римокатоликів.
12 червня 2020 року, відповідно до розпорядження Кабінету Міністрів України № 718-р «Про визначення адміністративних центрів та затвердження територій територіальних громад Львівської області», село увійшло до складу Жовківської міської громади.
19 липня 2020 року, в результаті адміністративно-територіальної реформи та ліквідації Жовківського району, село увійшло до складу новоствореного Львівського району.

## Населення

### Мова
Розподіл населення за рідною мовою за даними перепису 2001 року:
| Мова       | Кількість | Відсоток |
| ---------- | --------- | -------- |
| українська | 239       | 100%     |

## Відомі люди
- Хвалібота Михайло — командир Тактичного відтинку УПА ТВ-12 «Климів», куреня «Галайда», сотень «Перебийніс» і «Тигри». Загинув поблизу села.